# Filip Stojilković
Filip Stojilković (* 4. Januar 2000 in Zollikon) ist ein schweizerisch-serbischer Fussballspieler, der aktuell bei KS Cracovia unter Vertrag steht.

## Vereinskarriere

### Jugend in Zürich
Stojilković wurde in Zollikon geboren und begann seine Laufbahn in der Jugend des FC Zürich (FCZ). Nach einer kurzen Station beim FC Red Star Zürich kehrte er 2014 zum FCZ zurück. In der Saison 2016/17 kam er erstmals in der Schweizer U18-Liga zum Einsatz, als er am 15. Oktober 2016 beim 4:2-Auswärtssieg gegen den FC Winterthur in der 75. Spielminute für Matteo Di Giusto eingewechselt wurde. Seine Mannschaft erreichte den sechsten Platz in der Liga, wobei er in zwölf Ligaspielen dreimal treffen konnte, und qualifizierte sich damit für die Endrunde, scheiterte aber in der Zwischenrunde am FC St. Gallen.
In der Saison 2017/18 kam er in 14 U18-Ligaspielen auf elf Treffer und beendete die Spielzeit auf dem fünften Platz. In der Endrunde erreichte die U18-Auswahl den Final, verlor diesen aber mit 4:1 gegen den FC Basel. Am 10. Oktober 2017 debütierte Stojilković für die U21-Mannschaft der Zürcher in der drittklassigen Promotion League bei der 2:1-Auswärtsniederlage gegen den FC Stade Lausanne-Ouchy, als er in der 71. Spielminute für Stephen Odey eingewechselt wurde. Für die zweite Mannschaft kam er in der Spielzeit auf sechs Ligaeinsätze.

### Wechsel nach Deutschland
In der folgenden Saison wechselte Stojilković nach drei Spielen in der Promotion League (ein Tor) im September 2018 nach Deutschland in die Jugend der TSG 1899 Hoffenheim. Am 15. September 2018 debütierte er in der A-Junioren-Bundesliga beim 2:1-Heimsieg gegen die U19-Mannschaft des FSV Frankfurt. Am 23. Oktober 2018 folgte sein Debüt in der UEFA Youth League beim 3:1-Heimsieg gegen die U19-Auswahl von Olympique Lyon, wobei er zweimal traf. Als Gruppenerster zog Hoffenheim in die Hauptrunde ein und gewann dort gegen die U18-Mannschaften von Dynamo Kiew und Real Madrid, bevor der Halbfinal gegen den FC Porto mit 3:0 verloren ging. In sieben UEFA-Youth-League-Einsätzen traf Stojilković viermal. Im März 2019 bestritt er zudem zwei Partien für die Reserve der Sinsheimer in der viertklassigen Regionalliga Südwest. In der U19-Liga absolvierte er in der Spielzeit 20 Spiele und traf dabei sieben Mal. Mit der Mannschaft erreichte er den fünften Platz in der Liga.

### Rückkehr in die Schweiz
Zur Saison 2019/20 schloss er sich dem Schweizer Zweitligisten FC Wil an. Am 20. Juli 2019, dem 1. Spieltag, gab er beim 1:0-Auswärtssieg gegen den FC Chiasso sein Debüt in der Challenge League, als er in der 79. Minute für Carlos Silvio eingewechselt wurde. Für Wil spielte er 18 Mal in der zweithöchsten Schweizer Liga, wobei er acht Tore erzielte. Zudem absolvierte er zwei Spiele im Schweizer Cup; der FC Wil schied in der 2. Runde gegen seinen Ex-Klub FC Zürich aus.
Daraufhin wurde er im Januar 2020 vom Erstligisten FC Sion verpflichtet. Er debütierte in der erstklassigen Super League am 26. Januar 2020, dem 19. Spieltag, als er bei der 2:1-Auswärtsniederlage gegen den FC Thun in der 65. Minute für Patrick Luan in die Partie kam. Bis Saisonende bestritt er elf Partien in der Super League, wobei er einmal traf. Die Mannschaft beendete die Spielzeit auf Platz 8.
2020/21 schloss er sich nach drei Spielen für die zweite Mannschaft der Sittener in der Promotion League (zwei Tore) im Oktober 2020 auf Leihbasis dem Zweitligisten FC Aarau an. Am 16. Oktober 2020 debütierte Stojilković beim 1:1-Auswärtsspiel gegen den FC Stade Lausanne-Ouchy. Er avancierte zum Stammspieler und schoss in 32 Spielen 15 Tore. Damit wurde er zweitbester Torschütze der zweiten Schweizer Liga in dieser Saison und trug erheblich zum fünften Platz der Mannschaft in der Liga bei. Im Schweizer Cup kam er dreimal zum Einsatz, wobei er ein Tor erzielte. Der FC Aarau verlor schliesslich im Halbfinal gegen den FC Luzern mit 2:1.
Nach Leihende kehrte er zur Spielzeit 2021/22 zum FC Sion zurück. In der Super League kam er in 35 Einätzen auf elf Tore. Sion beendete die Saison auf dem siebten Platz. Bis zur Winterpause der Saison 2022/23 absolvierte er alle 18 Ligaspiele (fünf Treffer) und konnte in den drei Cupspielen einen Treffer beitragen.

### Wechsel zum SV Darmstadt 98
Am letzten Tag der Wintertransferphase 2022/23 wechselte Stojilković zum deutschen Zweitligisten SV Darmstadt 98, der zu diesem Zeitpunkt Tabellenführer war. Er unterschrieb einen Vertrag bis Juni 2027. Am 3. Februar 2023 debütierte er beim 4:0-Auswärtssieg gegen den SV Sandhausen in der 2. Bundesliga, als er in der 75. Spielminute für Mathias Honsak eingewechselt wurde. Beim Heimspiel gegen den Hamburger SV am 25. Februar 2023 traf er als Joker zum 1:1-Ausgleichstreffer. Am Saisonende stieg er mit der Mannschaft in die Bundesliga auf.
In der Saison 2023/24 konnte Stojilković in Darmstadt allerdings nicht überzeugen, sodass er für die Rückrunde an den Zweitligisten 1. FC Kaiserslautern verliehen wurde. Im September 2024 wurde er nach Serbien zu OFK Belgrad verliehen.

### Wechsel nach Polen
Im Sommer 2025 wechselte er fest zum polnischen Erstligisten KS Cracovia.

## Nationalmannschaft
Stojilković ist sowohl für die Schweizer als auch für die serbische Nationalmannschaft spielberechtigt.
Am 3. Oktober 2017 debütierte er beim 4:2-Sieg gegen die U18-Nationalmannschaft Schwedens für die Schweizer U18-Nationalmannschaft, als er in der 77. Spielminute für Rubén del Campo eingewechselt wurde. Zwei Tage später traf er beim 2:0-Sieg im erneuten Spiel gegen Schweden zum 1:0.
Am 10. Oktober 2018 debütierte Stojilković beim 1:0-Sieg gegen die U19-Mannschaft von Belarus für die Schweizer U19-Nationalmannschaft. Für die U19-Nationalmannschaft kam er in insgesamt fünf Spielen zum Einsatz.
Am 10. September 2019 debütierte er beim 5:0-Sieg der Schweizer U21-Nationalmannschaft gegen die U21-Nationalmannschaft Liechtensteins, als er in der 62. Spielminute für Jérémy Guillemenot eingewechselt wurde. Bei der Europameisterschaft 2021 in Ungarn und Slowenien war er ebenfalls Teil des Kaders. Die Schweiz schied als Gruppendritter aus, wobei Stojilković ohne Einsatz blieb.